# Apple純正イヤホン

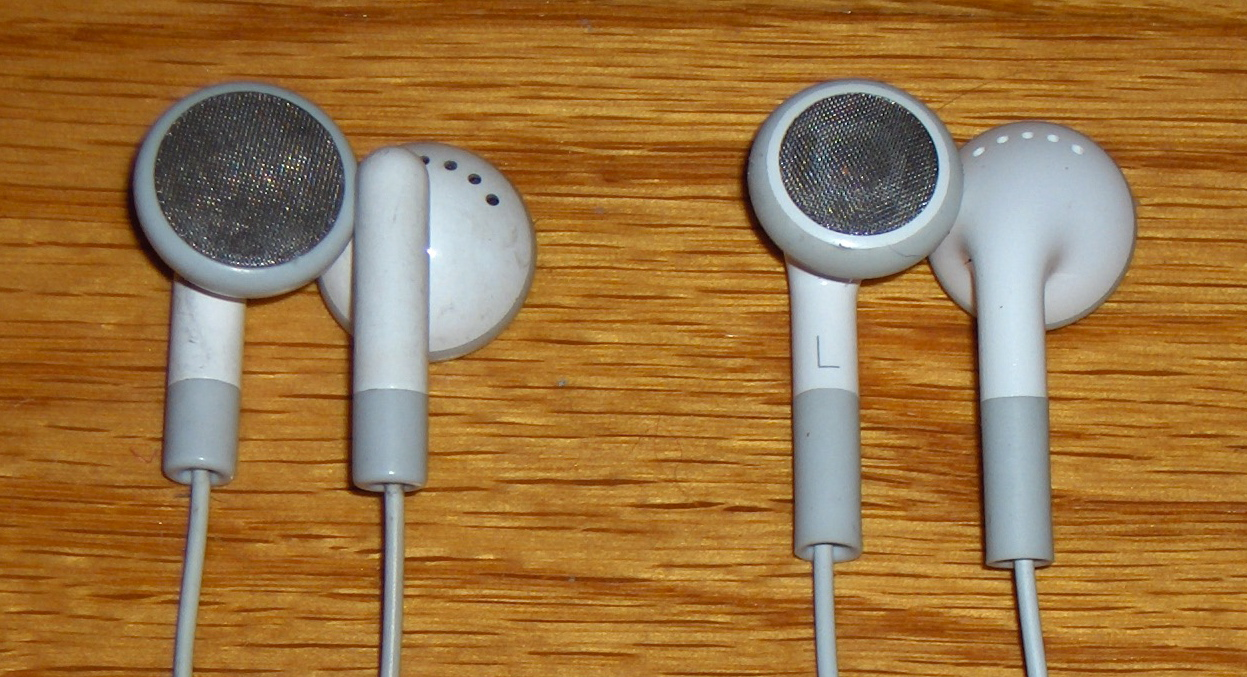
左:第2世代　右:第3世代

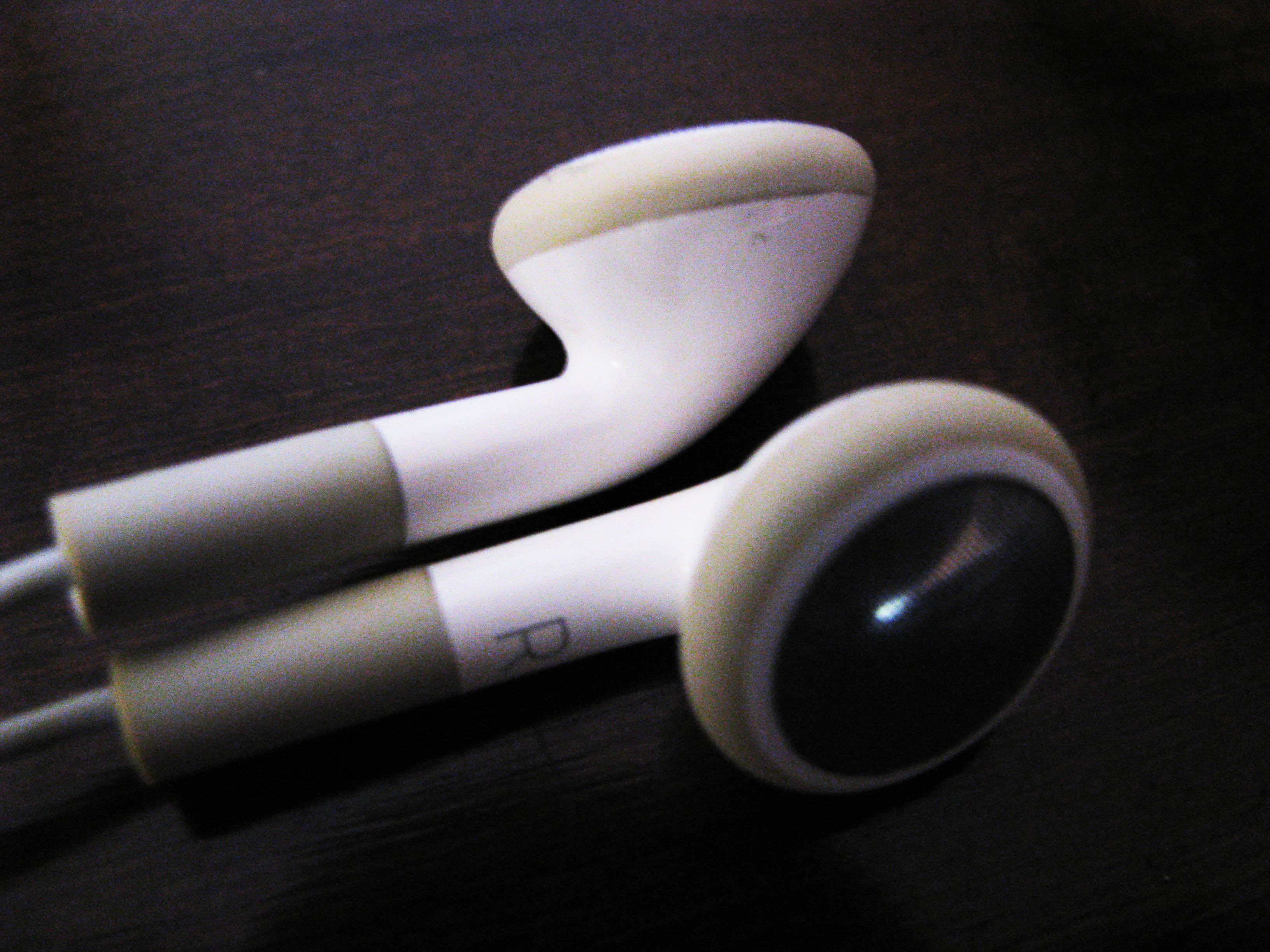
第3世代のイヤホン

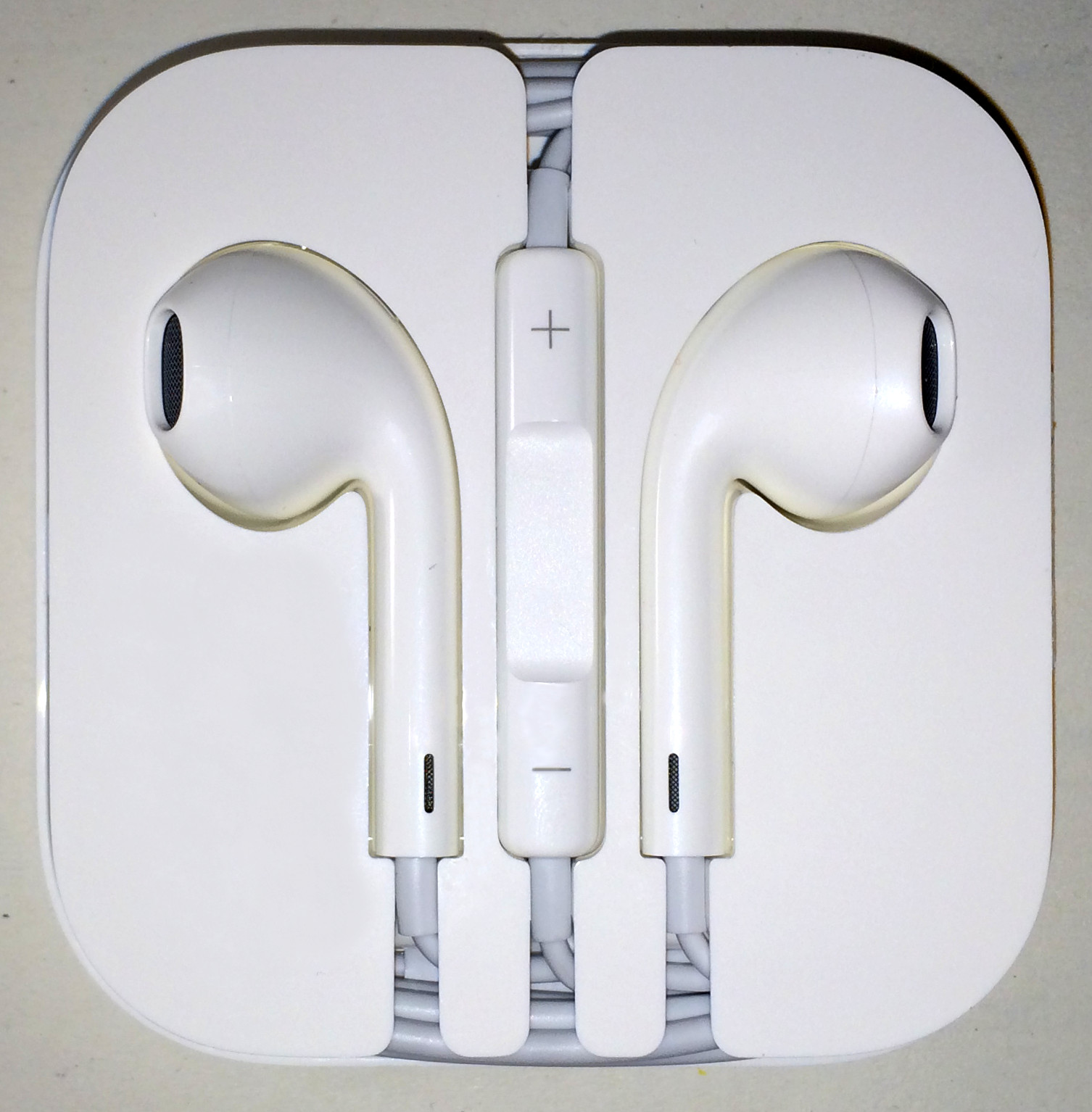
EarPodsという名の第4世代イヤホン

Apple Earphones（アップル イヤフォン）とはAppleがかつて開発、販売していたイヤホンである。現在は、後継機種である「EarPods」が販売されている。
シンプルなデザインと光沢のある白色が特徴で、SEまでのiPhone、DockまたはLightning端子搭載のiPad、全てのiPodでは、本体に直接差し込むだけで使用できる。

## 歴史
白いイヤホンはブランドの象徴となっており、広告にもしばしば描かれる。白いイヤホンが黒い人物のシルエットと対照的になった、iTunesギフトカードも販売された。

かつて販売されていた白いイヤホンが強調されたiTunesギフトカード

初代のイヤホン「iPod In-Ear Headphones」は第1世代iPodと共にリリースされ、第2世代のイヤホンは小型化され第5世代iPodのセカンドロット、iPod mini、第1世代iPod nanoと共にリリースされた。2006年、第3世代は更に小さく流線形になり第5世代iPod、第2世代iPod nanoと共にリリースされた。第2世代デザインは全てのiPod shuffleと共にリリースされ、2007年1月30日まで第2世代iPod shuffleと共に出荷されていた第2世代イヤホンは最初のカラーモデルが用意され、第3世代デザインと共に出荷されていた。右側のイヤホンにリモコンがあり、第3世代iPod touch、iPhone 3GS、iPhone 4、iPhone 4Sのイヤホンにはマイクが内蔵された、「Apple Earphones with Remote and Mic」が付属した。
2012年9月12日、Appleは様々な耳の形に合うように、フルモデルチェンジした「EarPods」を発表した。後にiPhone 5、第5世代iPod touch、第7世代iPod nanoと共に出荷された。
2017年にはイヤホンジャックが廃止されたiPhone 7シリーズと共に、新たにBluetoothを使用したEarPodsと言える「AirPods」が発売された。

### Appleデバイスを狙った強奪事案
Appleの純正イヤホンを使用することで、いくつかの国でiPodが窃盗、強奪される事案が発生した。強盗を避けるため、一部の所有者は目立たないように純正イヤホンから、別のイヤホンに変える対策をした。このように盗難の危険性を減らすために、特徴のある白いイヤホンから、目立たない古いヘッドホンなどに交換することが推奨されるようになった。
2005年、ニューヨーク市のメトロポリタン・トランスポーテーション・オーソリティが、地下鉄でのiPod強奪事件が、2004年の0件から、2005年の最初の3ヶ月の間に50件に急増したことから「Earphones are a giveaway. Protect your device.（→イヤホンを外して機器を守ろう。）」という広告を掲示した。在ニューヨーク日本国総領事館も、iPod強奪犯罪に注意する様、注意喚起している。
2007年、サンフランシスコ市でも増加するiPod窃盗に対応する形で、BARTの職員が駅の乗客に対し「白イヤホンは窃盗の標的になる」と警告する掲示を行った。

## 種類
Apple純正イヤホンには4種類ある:
- ベーシック型（リモコン無し）- 第3世代shuffleとtouch（8、32、64GB）を除く全てのiPodに付属
- shuffle（リモコン付き）- 第3世代iPod shuffleにのみ付属
- Apple Earbuds（マイク、リモコン付き）- iPhone 3GS、iPhone 4、iPhone 4S、第3世代iPod touchに付属、もしくは単体販売
- "Premium" Apple In-Ear Headphones（マイク、リモコン付き）- 2008年9月9日に発表、単体で販売

最初を除く3種類にはコントロールカプセル（最後の2種類には3つのボタンとマイクがある）はイヤホンの右側にあり音量調整や音楽、ビデオのプレイバック（再生/一時停止や次/前）や対応するiPodやiPhoneではさらにボイスメモ録音ができる。ただしリモコンやマイクがあるイヤホンでは、湿気による故障や不具合の問題が報告されている。初代iPhoneやiPhone 3Gでの修正バージョンであるiPhoneステレオヘッドホンは、リモコンがヘッドホンの右側に追加されている。iPhoneステレオヘッドホンはマイク、リモコン付きのAppleヘッドホンと異なり音量調整が無い。